# Autosnelweg Glamočani - Mlinište
De Autosnelweg Glamočani - Mlinište (Servisch: Autoput Glamočani - Mlinište) is een geplande autosnelweg in Bosnië en Herzegovina, die door de Servische Republiek zal lopen. De weg zal van Glamočani via Banja Luka en Mrkonjić Grad naar de grens met de Federatie van Bosnië en Herzegovina bij Mlinište lopen. Zo zal de weg een alternatief gaan vormen voor de nationale weg M-16. Door politieke problemen tussen de Federatie van Bosnië en Herzegovina en de Servische Republiek gaat het uitdelen van nummers moeizaam en heeft de autosnelweg nog geen nummer.